# Мази
Мази (итал. Masi) је насеље у Италији у округу Падова, региону Венето.
Према процени из 2011. у насељу је живело 1036 становника. Насеље се налази на надморској висини од 9 м.

## Становништво
Према резултатима пописа становништва 2011. у општини је живело 1.782 становника.
| 1951. | 1961. | 1971. | 1981. | 1991. | 2001. | 2011. |
| ----- | ----- | ----- | ----- | ----- | ----- | ----- |
| 2.832 | 2.184 | 1.845 | 1.856 | 1.805 | 1.802 | 1.782 |